# TV3 (Estonia)
TV3 (en estonio: TV3 Eesti) es un canal de televisión privado de Estonia perteneciente a All Media Eesti.

## Historia
El canal inició emisiones el 6 de marzo de 1996, tres años después del lanzamiento de la versión lituana. TV3 empezó a emitir cuando dos canales de televisión privados estonios, EVTV y RTV; se fusionaron.
Durante años, TV3 tenía mejores índices de audiencia que Kanal 2, su principal competidor. Kanal 2 perdió tanto índices de audiencia como ingresos publicitarios y estuvo varios años en pérdidas. El cambio en los índices de audiencia se produjo en la primavera de 2006, cuando Kanal 2 implementó cambios importantes en su programación. Los índices de audiencia de TV3 cayeron y sus programas tuvieron problemas para alcanzar el top ten en audiencia.
En la temporada 2006/2007 TV3 se centró en la proyección de largometrajes, ganando popularidad.
En relación con la transición de Estonia a la televisión digital, el 24 de marzo del 2008 comenzó a funcionar el canal hermano de TV3, TV6, que también emite muchos de los programas ya emitidos en TV3.
El 1 de agosto de 2017, TV3 abandonó la emisión en abierto.
TV3 emite en HD desde el 26 de julio de 2018, al igual que el resto de canales pertenecientes a All Media Baltics.
Desde el 28 de octubre de 2024 TV3 vuelve a emitir en abierto.

## Programación
La programación de TV3 incluye programas, series, películas y noticias:
- Seitsmesed uudised: telediario.
- Eesti otsib superstaari: versión estonia de Pop Idol.
- Kaua võib.
- Kõige naljakamad koduvideod.
- Märgatud Eestis.
- Normanni show.
- Peetri köök.
- Puhka Eestis.
- Raport.
- Sind otsides.
- Teekond iseendani.

## Canales hermanos
TV3 pertenece a All Media Eesti, quien también posee los siguientes canales:
| Logo | Canal          | Información |
| ---- | -------------- | --- |
|      | TV3 Life       | Canal dirigido al público femenino. Inició emisiones el 1 de marzo de 2022.                                                |
|      | TV3 Gold       | Canal de series y películas. Inició emisiones el 10 de marzo de 2025 reemplazando a 3 Plus.                                |
|      | TV6            | Inició emisiones el 24 de marzo del 2008. Emite programas de entretenimiento, reality shows, series, películas y deportes. |
|      | Go3 Sport 1    | Canal deportivo. Inició emisiones el 7 de enero de 2009.                                                                   |
|      | Go3 Sport 2    | Canal deportivo. Inició emisiones en octubre de 2018.                                                                      |
|      | Go3 Sport 3    | Canal deportivo. Inició emisiones en agosto de 2023.                                                                       |
|      | Go3 Sport Open | Canal deportivo. Inició emisiones en enero de 2021.                                                                        |
|      | Go3 Films      | Canal dedicado al cine. Inició emisiones el 1 de diciembre de 2019.                                                        |

## Imagen corporativa

2002 - 2009
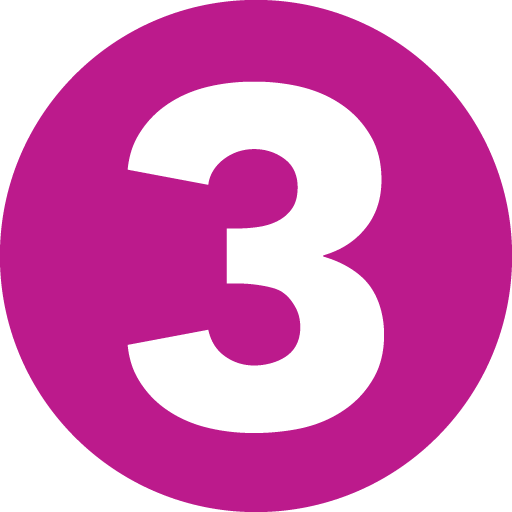
2015 - 2019
Desde 2019